# 프라트
프라트(Praat)는 말소리의 음성과학적 분석을 위한 컴퓨터용 공개 소프트웨어이다.
암스테르담 대학교의 파울 부르스마(Paul Boersma)와 다비트 베닝크(David Weenink)가 개발했고 꾸준히 업데이트되었다. 여러 운영체제에서 실행이 가능하며, 사운드 카드가 있는 보통의 PC환경이면 어떤 컴퓨터에서나 사용할 수 있다.
마이크를 이용하여 모노 및 스테레오로 녹음할 수도 있고, IBM 호환기종에서 사용하는 WAVE(확장자 wav)파일이나 매킨토시에서 사용하는 Audio Interface File Format(확장자 aiff) 파일을 불러서 사용할 수도 있다.
또한 이 프로그램은 조음합성을 포함하는 음성합성을 지원한다.
'Praat'이라는 말은 네덜란드 말로 '말소리'를 뜻한다.

## 참고 문헌
- 박한상 (2007년 8월 31일). 《PRAAT:음성 분석 프로그램》. 한빛문화. ISBN 9788991432253.